# جوان ويلكس
جوان ويلكس (بالإنجليزية: Joanne Wilkes)‏ هي أكاديمية نيوزيلندية، ولدت في 1956 في سيدني في أستراليا.